# Oborotnivka, Svatove
Oborotnivka (în ucraineană Оборотнівка) este localitatea de reședință a comunei Oborotnivka din raionul Svatove, regiunea Luhansk, Ucraina.

## Demografie
Componența lingvistică a localității Oborotnivka
     Ucraineană (95,08%)
     Rusă (4,75%)
     Alte limbi (0,17%)
Conform recensământului din 2001, majoritatea populației localității Oborotnivka era vorbitoare de ucraineană (95,08%), existând în minoritate și vorbitori de rusă (4,75%).